# Jahrestäfelchen

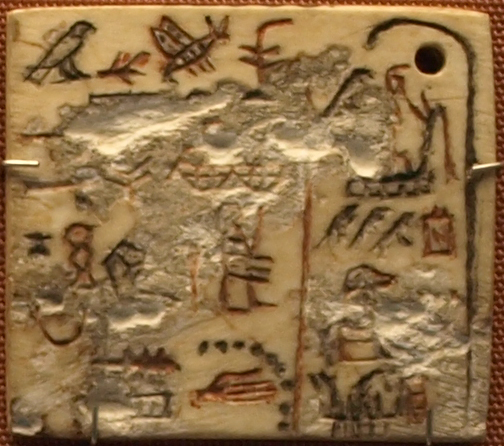
Jahrestäfelchen aus Elfenbein von König Semerchet

Jahrestäfelchen (oder Annalentäfelchen) sind altägyptische Etiketten aus Elfenbein oder Holz, die an steinernen Ölgefäßen angebracht waren und ausschließlich aus der 1. Dynastie bezeugt sind. Neben hieroglyphischen Angaben zum Inhalt und zur Herkunft der Gefäße sowie einer gelegentlichen Jahresangabe nennen sie den regierenden König und sind daher wichtige inschriftliche Zeugnisse für die ägyptische Chronologie.
Die Täfelchen dienten vor allem zur Datierung der Waren, die bis zur Zeit von König Wadji für die Ölsteuer wichtig war. Seit König Djer werden die verantwortlichen Beamten für die alle zwei Jahre stattfindende Steuereintreibung genannt. Einfache Ölgefäße aus Ton konnten auch direkt beschriftet werden, ab der 2. Dynastie wurden die Etiketten dann komplett durch Direktbeschriftung der Gefäße abgelöst.
Täfelchen der frühen 1. Dynastie enthielten noch keine Jahresangaben, dafür aber verschiedene Angaben zu religiösen Festen, Nilständen und bestimmten historischen Ereignissen. Etiketten, die nur eine Festnotiz enthielten, existieren nicht nur für Öl, sondern auch für andere Produkte wie Wein.